# 普氏蟹守螺
普氏蟹守螺（学名：Cerithium pfefferi），是中腹足目蟹守螺科蟹守螺属的一种。主要分布于中国大陆，常栖息在潮间带。